# 69 (numero)
Sessantanove (cf. latino undeseptuaginta, greco ἐννέα καὶ ἑξήκοντα) è il numero naturale dopo il 68 e prima del 70.

## Proprietà matematiche
- È un numero dispari.
- È un numero composto e ha i seguenti divisori: 1, 3, 23 e 69. Poiché la somma dei divisori (escluso il numero stesso) è 27 < 69 è un numero difettivo.
- È un numero di Ulam.
- È un numero semiprimo.
- È parte delle terne pitagoriche (69, 92, 115), (69, 260, 269), (69, 792, 795), (69, 2380, 2381).
- È un numero fortunato.
- È un numero intero privo di quadrati.
- È un numero congruente.

## Astronomia
- 69P/Taylor è una cometa periodica del sistema solare.
- 69 Hesperia è un asteroide della fascia principale del sistema solare.
- NGC 69 è una galassia lenticolare della costellazione di Andromeda.

## Astronautica
- Cosmos 69 è un satellite artificiale russo.

## Chimica
- È il numero atomico del tulio (Tm), un lantanoide.

## Convenzioni

### Linguaggio
- Per la grafia 69 ha ispirato il nome di una posizione sessuale.

### Informatica
- La IANA raccomanda l'utilizzo di questo numero di porta nel protocollo TFTP.

### Sport
- Era il numero di gara di Nicky Hayden.